# Olof Krumlinde

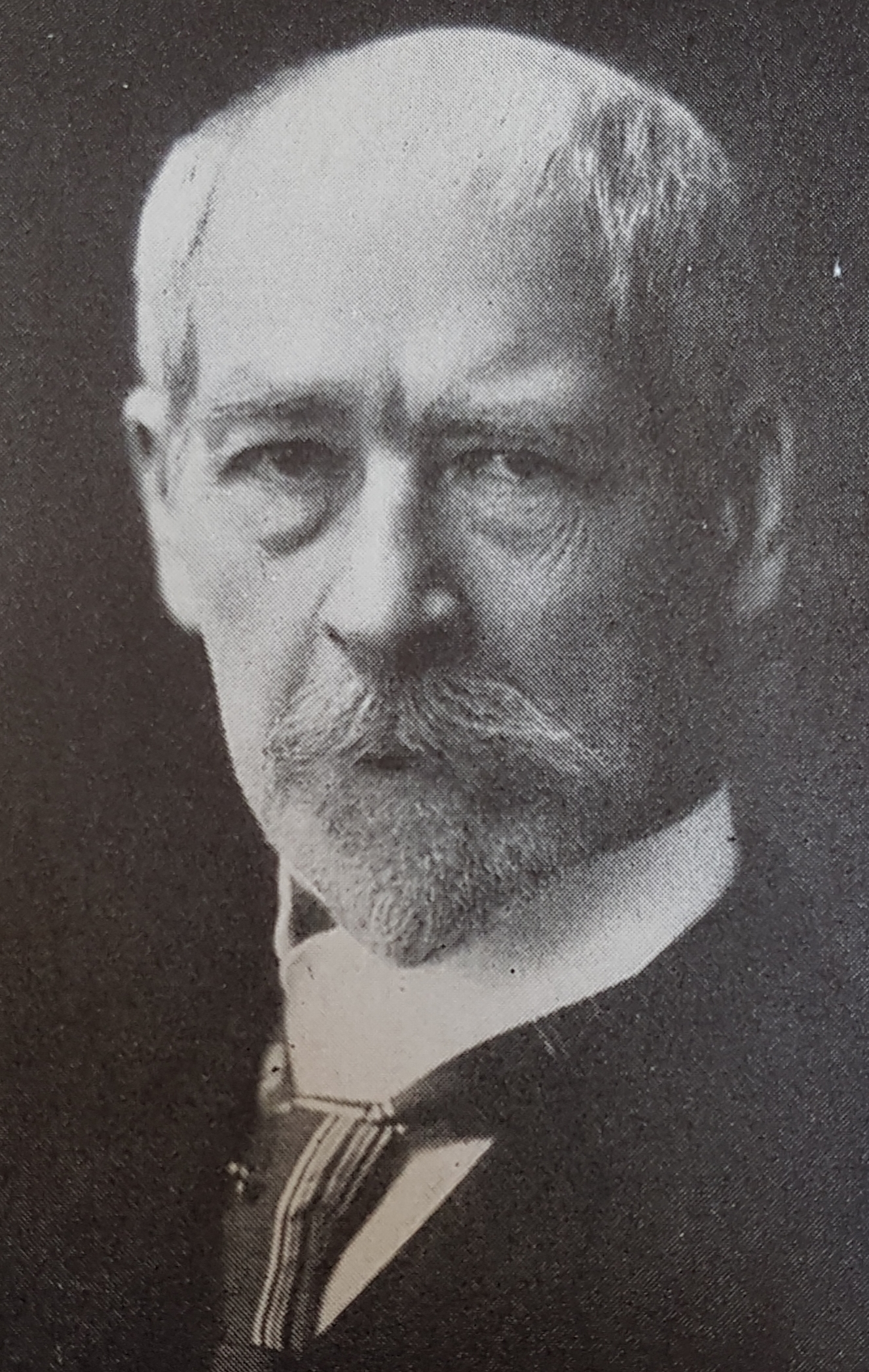
Carl Olof Theodor Krumlinde, Foto

Carl Olof Theodor Krumlinde (* 31. März 1856 in Ängelholm, Schonen, Schweden; † 25. Oktober 1945 in Helsingborg, Schweden) war ein schwedischer Landschafts- und Marinemaler.

## Leben
Krumlinde, Sohn des Landvermessers Hans Jacob Krumlinde und dessen Ehefrau Hulda Evelina Sofia (geborene Hallberg), studierte in den Jahren 1876 bis 1880 an der Kunstakademie Stockholm Malerei. Dort war er Schüler des Landschaftsmalers Per Daniel Holm. Freundschaften knüpfte er seit dieser Zeit unter anderem mit Carl Skånberg (1850–1883), Johan Ericson (1849–1925) und Olof Jernberg. Mit ihnen schuf er realistisch inspirierte Landschaftsbilder der Gegenden bei Halmstad und Kullen. Über Düsseldorf, dem Geburts- und Wohnort Jernbergs, reiste Krumlinde 1881 nach Paris, wo er ein Bild auf dem Salon ausstellte. Den Winter 1882/1883 verbrachte er in Kopenhagen. Dort lernte er seine Frau kennen, Hilda Henriette Marie Bjering, Tochter des Fabrikanten Peter Fritz Thorvald Bjering. Nach seiner Rückkehr nach Schweden lebte er in Helsingborg. Seit Mitte der 1910er Jahre verbrachte er die Sommer in Arild (Höganäs), einem Künstlerort an der Küste, wo er im Kreise von Fritz Kärfve (1880–1967), Justus Lundegård (1860–1924) und Gustaf Rydberg verkehrte. Auch die Insel Hallands Väderö besuchte er gerne. Im Jahr 1906 unternahm er eine Studienreise in die Schweiz und nach Italien, wo er insbesondere die Insel Capri aufsuchte. Von 1886 bis 1897 gehörte Krumlinde dem Konstnärsförbundet an. In Skånes konstförening, einem Kunstverein von Malern aus Schonen, stellte er von 1914 bis 1944 aus.